# Abarta
Abarta (réalisateur de prouesses), aussi orthographié Ábartach ou Ábhartach, est un dieu mineur de la mythologie celtique irlandaise. Il appartient à la race des Fomoires et fait partie des Tuatha Dé Danann.

## Nom
Le nom Abarta signifie traditionnellement « réalisateur de prouesses »,,.

## Mythe
Abarta est un fomoire de la mythologie celtique irlandaise qui est apparait dans le cycle fenian. Il est le fils du roi de Tir Tairngir (la Terre Promise) et le père d'un guerrier nommé Cáel,. Il apparait pour la première fois dans le récit mythologique sous le nom de « Gialla Deacair » (Gilly le Fort), afin de se présenter devant Finn Mac Cumaill, le chef héréditaire des Fianna, dans le but d'infiltrer le clan. Pour cela il offre un cheval sauvage au pelage gris,,,. Ce cheval est si fougueux, que personne ne parvient à le monter. Quatorze des guerriers de Finn Mac Cumaill s’accrochent à l’animal pour le dompter, mais le cheval refuse d’avancer. Ce n’est seulement que lorsque Abarta monte derrière les quatorze guerriers que l’animal s’élance au galop, entraînant même un quinzième guerrier qui n’a pas eu le temps de lâcher sa queue. Abarta les emmène avec lui dans l’autre monde,,.
La tribu des Fianna le poursuit avec à l'aide d'un navire magique fabriqué par le druide Faruach. Parmi les poursuivants se trouve Foltor, le bras droit de Finn Mac Cumaill et meilleur pisteur. Abarta est contraint de relâcher ses prisonniers et de revenir en Irlande avec eux accroché à la queue du cheval,. L'honneur est sauf, mais les Fianna refusent qu'Abarta rejoigne leur clan,. Beaucoup plus tard, lors de l’arrivée des Gaëls, Abarta est exilé avec son clan et est contraint de vivre sous terre, caché.